# Nicolaas Bloembergen
Nicolaas Bloembergen, nizozemsko-ameriški fizik, * 11. marec 1920, Dordrecht, Nizozemska, † 5. september 2017, Tucson, Arizona, ZDA.
Leta 1981 je soprejel Nobelovo nagrado za fiziko.